# DME (satélite)
DME (acrónimo de Direct Measurement Explorer, también conocido como Explorer 31) fue un satélite artificial estadounidense construido por la NASA. Fue lanzado por un cohete Thor-Agena junto con el satélite canadiense Alouette 2 el 28 de noviembre de 1965 desde la base aérea de Vandenberg, en California.
El doble lanzamiento componía la misión ISIS-X, una misión cooperativa entre la NASA y el Panel de Investigación de Defensa Canadiense. ISIS significa International Satellites for Ionospheric Studies.
DME tenía una órbita con un apogeo a un kilómetro más de altura que el apogeo de Alouette 2 (de unos 3000 km de altura), y con un perigeo un kilómetro más bajo (de unos 500 km de altura).
DME fue construido para el centro de vuelo espacial Goddard de la NASA en Greenbelt, Maryland, por el Laboratorio de Física Aplicada de la Universidad Johns Hopskins.
El satélite llevaba ocho experimentos de medición de la ionosfera, entre ellos un espectrómetro de masas.
Medía 0,76 m de diámetro y 0,63 m de alto.